# رافیک گریگوریان
رافیک خورنی گریگوریان (ارمنی: Ռաֆիկ Խորենի Գրիգորյան؛ زادهٔ ۱۷ مهٔ ۱۹۵۸) یک اقتصاددان و سیاستمدار اهل ارمنستان است که از تاریخ ۲۰۰۳ تا تاریخ ۲۰۱۲ سمت نمایندگی دوره‌های سوم و چهارم مجلس ملی جمهوری ارمنستان را برعهده داشت.

## زندگی‌نامه
در ۱۷ مه ۱۹۵۸ در دزوراگیوغ، گغارکونیک، شهرستان مارتونی به دنیا آمد . وی همچنین برنده نشان آنانیا شیراکاتسی و مدال گارگین نژده شده‌است.